# Remi Emile Deneef
Remi Emile Deneef (Leuven, 15 mei 1871 – 21 juni 1949) was een Belgisch volksvertegenwoordiger.

## Levensloop
Deneef was leraar middelbaar onderwijs. In 1939 werd hij verkozen tot liberaal volksvertegenwoordiger voor het arrondissement Leuven en vervulde dit mandaat tot in 1946.

Op 31 mei 1940 behoorde hij tot de parlementsleden die in Limoges deelnamen aan een buitengewone zitting, waarop de Resolutie van Limoges werd goedgekeurd.

## Publicatie
- Geschiedenis van de Nederlandsche letterkunde voor het middelbaar onderwijs, Brussel, 1900.